# 9إم 133 كورنت
٩إم ١٣٣ كورنيت (بالروسية: Корнет، وتعني "بوق الفرسان" أو "الكورنيت"، والاسم التقريري للناتو AT-14 سبريغان، والتسمية التصديرية كورنيت-إي)، هو صاروخ موجه مضاد للدبابات روسي يمكن حمله على الكتف، صُمم لاستخدامه ضد دبابات القتال الرئيسية. دخل الخدمة لأول مرة في الجيش الروسي عام 1998.
يُعتبر كورنيت من أكثر الصواريخ الموجهة المضادة للدبابات الروسية قدرة وكفاءة. تم تطويره لاحقًا إلى النسخة 9M133 كورنيت-إي إم، التي تتميز بمدى أكبر، ورأس حربي محسّن، ونظام تعقب هدف آلي.
تم تصدير كورنيت على نطاق واسع، كما يتم إنتاجه بتراخيص في عدة دول. شهد استخدامه القتالي الأول عام 2003، ومنذ ذلك الحين استُخدم في العديد من النزاعات المسلحة.

## التطوير
كُشف عن صاروخ كورنيت المضاد للدبابات في أكتوبر 1994 من قبل مكتب تصميم الأدوات KBP. بدأ تطوير الصاروخ عام 1988 كنظام معياري وعالمي قادر على التعامل مع أي هدف من منصات متعددة باستخدام نظام توجيه بالليزر يعتمد على شعاع ليزري موثوق وسهل الاستخدام. يُعد كورنيت صاروخًا موجهًا ثقيلاً، ويتفوق على الصواريخ السابقة مثل 9K111 فاجوت (الاسم التقريري للناتو AT-4 سبايغوت) و9K113 كونكورز (الاسم التقريري للناتو AT-5 سباندريل) التي تعمل بتوجيه سلكي، لكنه لم يُصمم ليحل محلها بسبب تكلفته العالية.
دخل الصاروخ الخدمة في الجيش الروسي عام 1998، ويحمل التسمية التصديرية كورنيت-إي. كما دخل نظام قاتل الدبابات 9P163M-1 كورنيت-تي الخدمة في عام 2012.
طورت كوريا الشمالية نسخة مشابهة من كورنيت تحت اسم بولساي-3 (تعني بالإنجليزية Firebird-3)، وقد كشف عنها لأول مرة في 27 فبراير 2016 خلال عرض تجريبي علني.
كان من المتوقع أن يبدأ الإنتاج التسلسلي للنسخة 9M133F-1 كورنيت الحاملة لرأس حربي حراري ضاغط في عام 2019، وفقًا لتقرير إحدى الشركات المصنعة.
الاسم التقريري للناتو AT-14 سبريغان مستوحى من مخلوق أسطوري يُعرف بالسبريغان في الفولكلور الكورنيشي.

## الوصف
يشكل صاروخ 9M133 مع قاذفة ترايبود 9P163-1 والمنظار الحراري 1PN79-1 نظام الصواريخ 9K135، والذي يمكن حمله وتشغيله بواسطة طاقم مشاة مكون من شخصين. ويستغرق الانتقال إلى موقع الإطلاق أقل من دقيقة واحدة، ويتم إعداد وإنتاج اللقطة في ثانية واحدة على الأقل. تم تجهيز نظام صواريخ كورنيت المضاد للدبابات بقدرة «الهجوم من الأعلى».

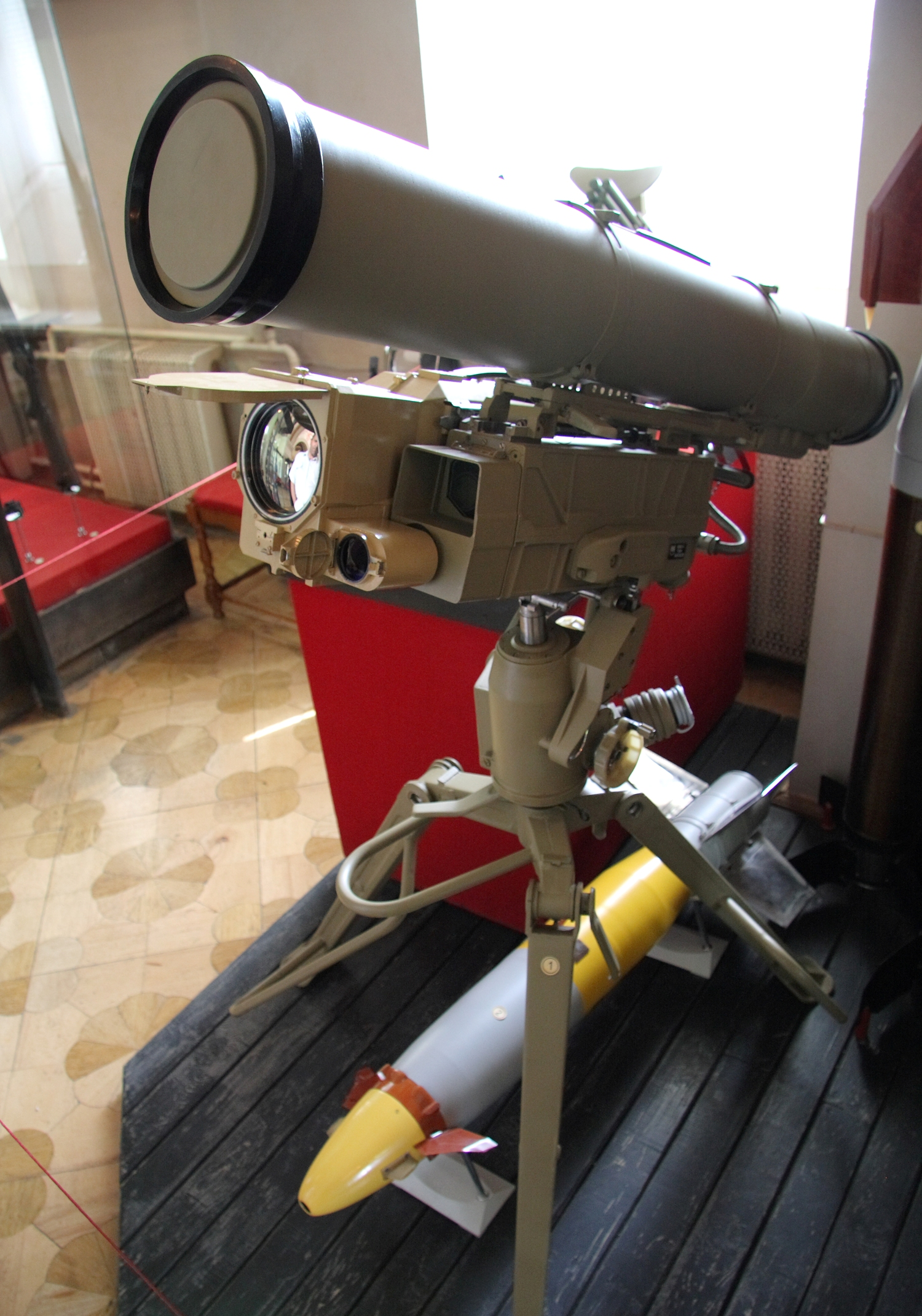
صاروخ وقاذف كورنت

بالإضافة إلى نسخة المشاة المحمولة، تم دمج نظام 9K133 في مجموعة متنوعة من المركبات وأنظمة الأسلحة الأخرى إما كحزمة ترقية أو نظام سلاح جديد. تم تركيب 9K133 في BMP-3 لتشكيل مدمرة دبابات 9P163M-1 وهي مماثلة في وظيفتها لنظام صواريخ كرزنتما. تحمل 9P163M-1 صاروخين من طراز 9M133 على قضبان الإطلاق، والتي يتم تمديدها من موقع التخزين أثناء النقل. يتم إعادة تحميل الصواريخ تلقائيًا بواسطة مدمرة الدبابة من مخزن داخلي بـ 16 طلقة (يتم تخزين الصواريخ ونقلها في عبوات محكمة الغلق). يتم توفير حماية NBC للطاقم المكون من شخصين (مدفعي وسائق) لكل 9P163M-1 بالإضافة إلى حماية دروع كاملة مكافئة لهيكل BMP-3 القياسي. حيث يسمح نظام التوجيه لـ 9P163M-1 بإطلاق صاروخين في وقت واحد،
كما قام مكتب شركة KBP Instrument Design Bureau بتسويق صاروخ 9M133 كجزء من نظام Kvartet للتركيب على المركبات والقوارب؛ يحتوي النظام على أربعة صواريخ على قضبان جاهزة للإطلاق جنبًا إلى جنب مع نظام التوجيه والرؤية المرتبط بها جميعًا معبأة في برج واحد؛ يسمح نظام التوجيه أيضًا بإطلاق صاروخين في وقت واحد. ويحتوي البرج على مساحة لخمس حاويات إضافية ويتم تشغيله بواسطة فرد واحد. هناك إمكانية أخرى للترقية وهي صاروخ Kliver وبرج البندقية، الذي يُنظر إليه على أنه خيار ترقية لسلسلة BTR من ناقلة جنود مدرعة ومركبة المشاة القتالية بي إم بي-1 وقوارب الدورية. لديها قدرات مماثلة لبرج Kvartet، ولكنها تحمل أيضًا مدفعًا عيار 30 ملم 2A72؛ وزن البرج 1500 كجم. وأخيرًا، يتوفر 9M133 أيضًا علي ترقية برج BEREZHOK التي توفرها KBP أيضًا. ومنذ عام 2014، استؤنف إنتاجها المتسلسل في السوق المحلية مع تسمية B05YA01.

### كورنيت-EM

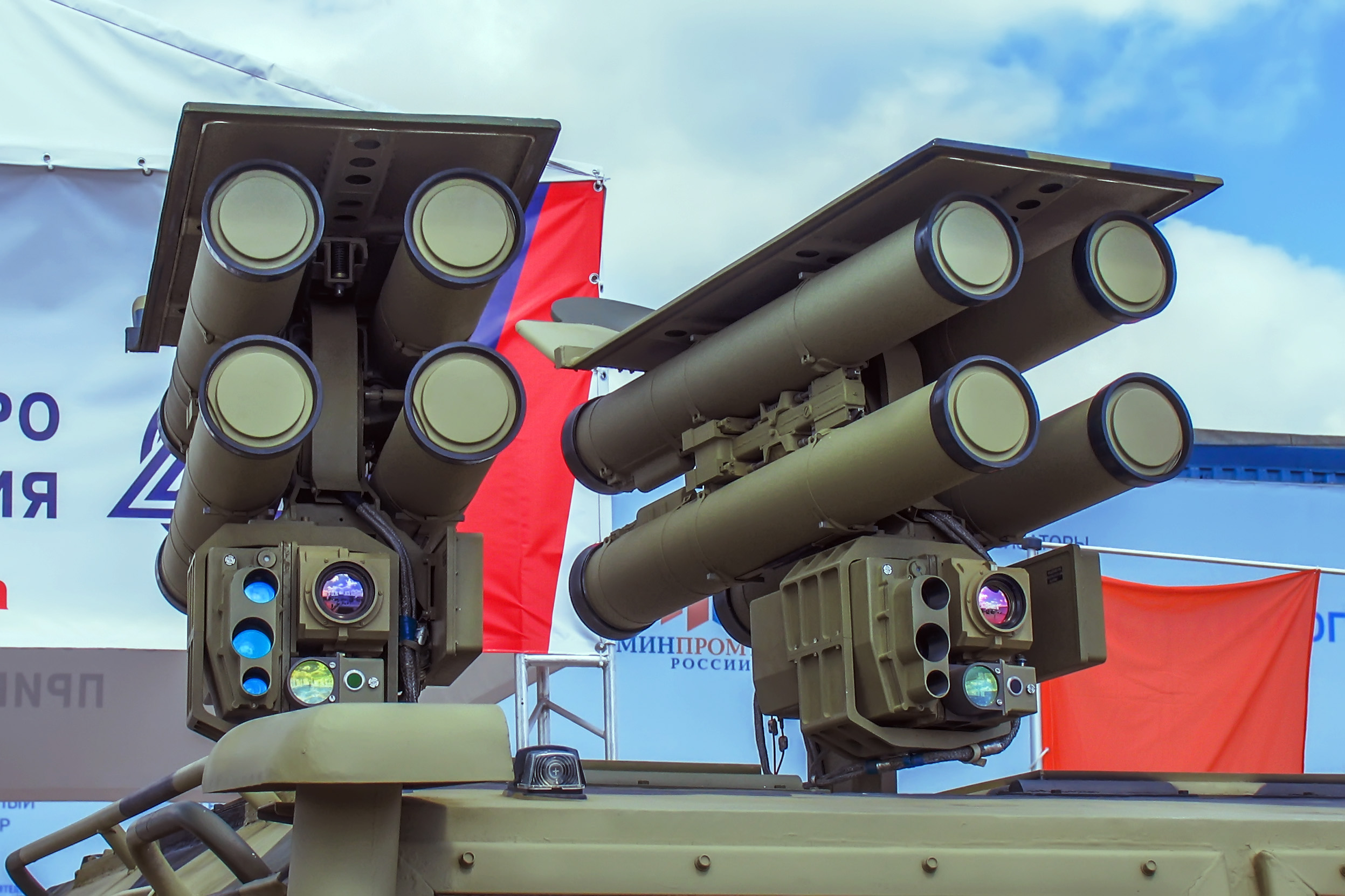
صواريخ كورنيت ام على قاذفة كورنيت - د.

هو متغير محسّن تم تقديمه في عام 2012 وهو مصمم لهزيمة المركبات ذات الدروع التفاعلية المتفجرة (ERA)، وهو مقاوم للتشويش ويستخدم تعقب هدف تلقائي والذي يحوله بشكل أساسي إلى صاروخ «أطلق وانسى». تسمح قدرة «أطلق وانسى» للمركبة المجهزة بقاذفات مزدوجة بمهاجمة هدفين مختلفين في وقت واحد، مما يزيد من معدل إطلاق النار، ويقلل من عدد المركبات اللازمة للمهمة، ويمكنه من هزيمة المركبات المزودة بنظام حماية نشط من خلال إطلاق طلقتين النار على هدف واحد. يمكن أن يجعل استخدام النظام لجهاز التعقب الآلي فعاليته ضد التهديدات الجوية على ارتفاع منخفض مثل طائرات الهليكوبتر والمركبات الجوية غير المأهولة (UAVs).
يستخدم كورنيت-EM بشكل أساسي في نظام كورنيت-D. تنتج إيران أيضًا نظامًا أصليًا مشابهًا لنظام كورنيت-D يسمى Pirooz، والذي يستخدم مركبة إطلاق مختلفة وتكوين منظار كهربائي بصري مختلف.
دخلت كورنيت-EM الخدمة لأول مرة مع الجيش الروسي؛ وكان أول عميل تصدير لها من البحرين. كما تم تصديرها إلى الجزائر. [30] ويتم بناؤه بموجب ترخيص في المملكة العربية السعودية، وإيران.

## تاريخه في الحروب والقتال

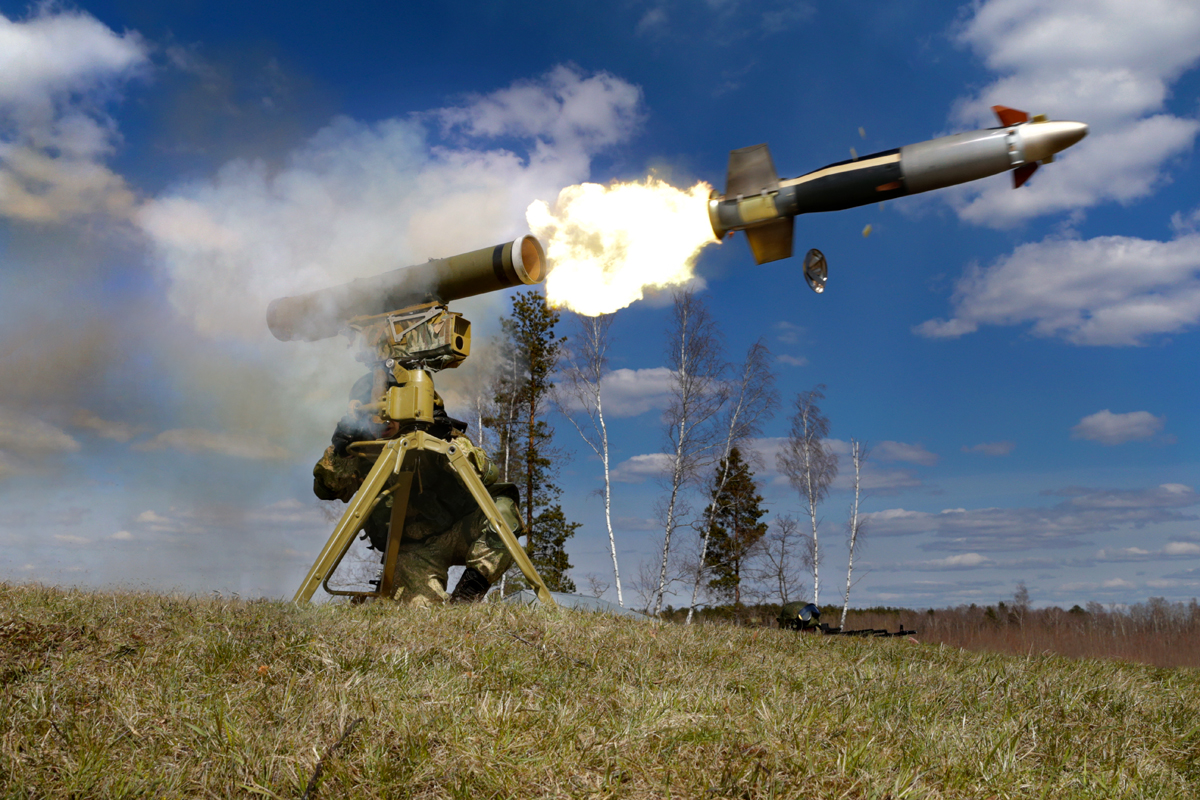
إطلاق كورنيت

خلال حرب العراق، استخدمت بعض مجموعات القوات الخاصة العراقية صواريخ الكورنيت لمهاجمة المركبات المدرعة الأمريكية، مما أدى إلى تعطيل دبابتين أبرامز على الأقل ومركبة مشاة قتالية من طراز برادلي في الأسبوع الأول من الحرب.
وقعت الحلقة الثانية التي تم التحقق منها من كورنيت في الاستخدام القتالي خلال حرب لبنان عام 2006، حيث استخدم مقاتلو حزب الله الصواريخ، التي ورد أن سوريا زودتهم بها، لتدمير ما يصل إلى أربع دبابات ميركافا إسرائيلية. اخترق الكورنيت دروع 24 دبابة في المجموع. ظهرت واحدة من أولى الروايات التفصيلية عن الاستيلاء الناجح للجيش الإسرائيلي على صواريخ كورنيت على مواقع حزب الله في قرية الغندورية في مقالة الديلي تلغراف، والتي ذكرت أيضًا أن الصناديق تحمل علامة «الزبون: وزارة الدفاع السورية. المورد: KBP ، تولا، روسيا». بعد عدة أشهر من وقف إطلاق النار، قدمت التقارير أدلة فوتوغرافية كافية على أن صواريخ كورنيت كانت تمتلك بالفعل وتستخدم من قبل حزب الله في هذه المنطقة.
وتزعم إسرائيل أن الأسلحة الروسية هُرِّبت إلى حزب الله من قبل سوريا، وأرسلت إسرائيل فريقًا من المسؤولين إلى موسكو ليُظهروا لروسيا الدليل على ما يقولون إنه نقل أسلحة سورية فقط. على الرغم من النفي العلني الأولي للمسؤولين الروس لتقديم أي دليل على الاستخدام الفعلي لـ كورنيت من قبل حزب الله، فقد تحركت الحكومة الروسية في الواقع لتشديد الرقابة على استخدام الأسلحة الروسية الصنع من قبل الدول المستوردة، مشيرًا إلى أن زيارة الوفد الإسرائيلي لم تؤت ثمارها، على الرغم من أنه قد لا يكون لها علاقة بقرنة. في 6 ديسمبر 2010، اخترقت قذيفة كورنيت أطلقت من قطاع غزة الدرع الخارجي لدبابة ميركافا مارك 3 على الجانب الإسرائيلي من الحدود، لكنها لم تتسبب في وقوع إصابات.
في 7 أبريل 2011، أعلنت حماس مسؤوليتها عن هجوم صاروخي على حافلة مدرسية إسرائيلية صفراء أسفرت عن مقتل صبي يبلغ من العمر 16 عامًا، دانييل فيفليك، وجرح مدنيًا آخر (جميع الأطفال الآخرين الذين كانوا في الحافلة خرج قبل دقائق قليلة). وطبقاً لمتحدث عسكري إسرائيلي، فقد أصيبت الحافلة بصاروخ كورنيت.

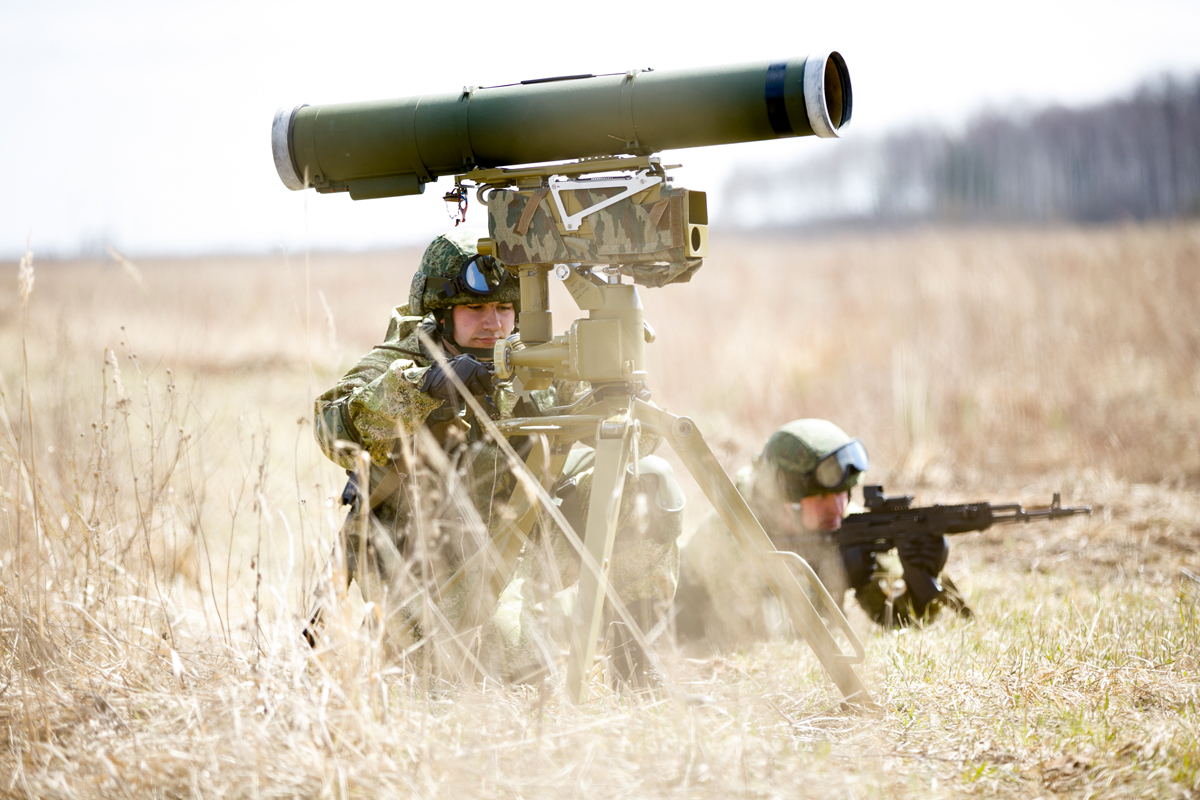
كورنيت في الخدمة الروسية.

خلال القتال بين إسرائيل وحماس في غزة في صيف 2014، كان من بين 15 صاروخًا مضادًا للدبابات أطلقت على الدبابات الإسرائيلية اعترضها نظام الحماية النشط الإسرائيلي الكأس، معظمها من نوع كورنيت. في بعض الحالات، تم تدمير قاذفات كورنيت بعد أن اكتشف نظام الكأس الإطلاق ووجه المدفع الرئيسي للدبابة إلى موقع الإطلاق.

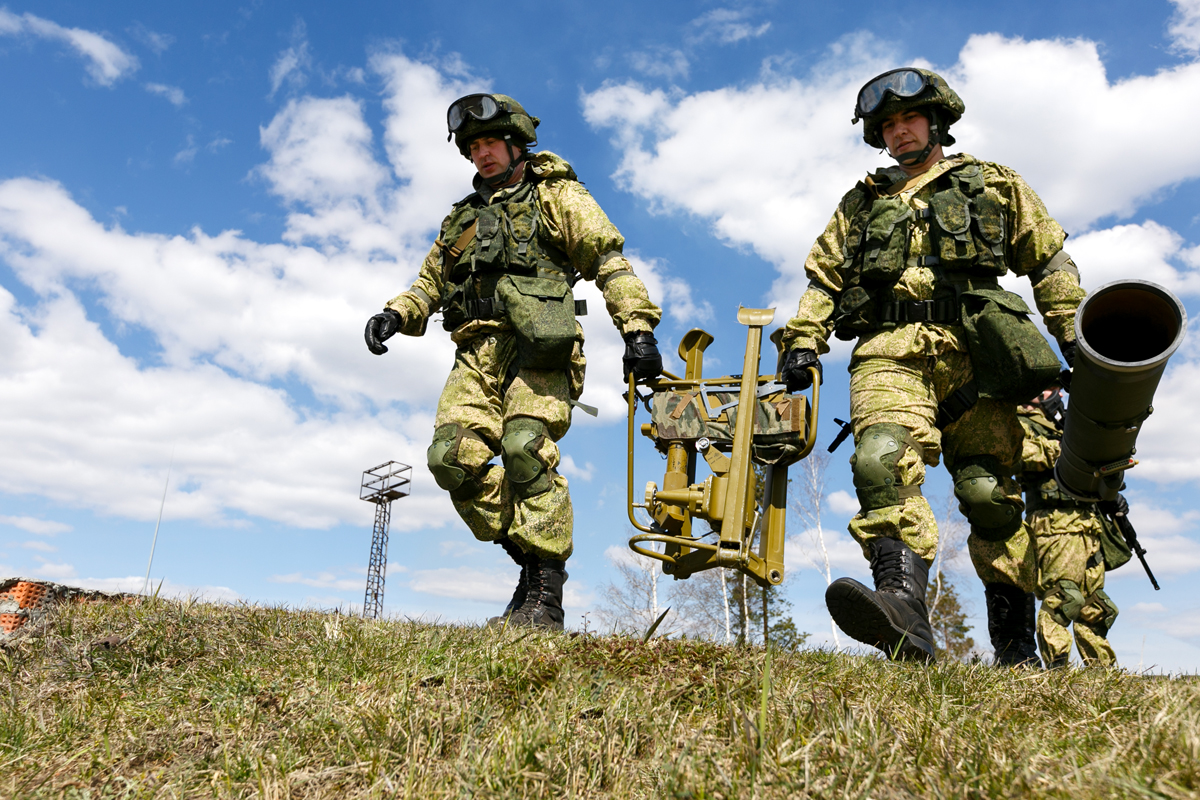
يمكن طي 9K135 Kornet وحملها بواسطة رجلين.

في صيف 2014 تم اختراق دروع الجيش العراقي إم1 أبرامز أبرامز 5 مرات. كانت صواريخ كورنيت مسؤولة على الأقل عن بعض هذه الاختراقات. وفي سبتمبر 2014، استخدم الجيش العراقي صواريخ كورنيت ضد مقاتلي تنظيم داعش الارهابي للمرة الأولى. ادعت قوات الأمن العراقية أن خمس مركبات يديرها داعش مع مقاتلين دمرت في محافظة ديالى. تم تدريب ثلاثة أسراب من الجيش العراقي على استخدام صاروخ كورنيت المضاد للدبابات.
في حادثة مزارع شبعا في كانون الثاني / يناير 2015، أطلق حزب الله بعض صواريخ كورنيت المضادة للدبابات على عربتين هامفي إسرائيليتين. قتل جندي وضابط. في عام 2015، نجحت إيران في الهندسة العكسية لـ كورنيت. إيران تسلح حزب الله وهناك تكهنات بأن الكورنيت الإيراني قد استخدم ضد إسرائيل في هجوم حدودي في 29 يناير 2015.
بعد الحرب الأهلية الليبية عام 2011، نُهبت مخزونات نظام القذافي وانتشرت العديد من الأسلحة، بما في ذلك صواريخ كورنيت، في جميع أنحاء المنطقة. سقطت العديد من صواريخ كورنيت في أيدي تنظيم أنصار بيت المقدس الإرهابي في شبه جزيرة سيناء المصرية. أصبحت صواريخ كورنيت سلاحًا رئيسيًا في مهاجمة القوات المسلحة المصرية. استخدم ألارهابيين الصاروخ على دبابات الابرامز وإم-60، ومروحيات اباتشي وسفينة بحرية. أصبحت الجماعة منذ ذلك الحين فرعًا لداعش، وأعادت تسمية نفسها بولاية داعش-سيناء.
عثرت رويترز على بقايا صواريخ كورنيت المستخدمة في أوكرانيا في سياق التدخل العسكري الروسي في الفترة 2014-2015 في أوكرانيا. نظرًا لأن أوكرانيا ليست مشغلًا معروفًا لـ كورنيت، نقلت رويترز عن المعهد الدولي للدراسات الاستراتيجية أن الصواريخ أرسلتها روسيا على الأرجح إلى أوكرانيا.
أرسلت روسيا أكثر من 1000 صاروخ موجه من الجيل الثالث من طراز Kornet-9M133 مضاد للدبابات إلى الحكومة السورية التي استخدمتها على نطاق واسع ضد المدرعات والأهداف البرية لمحاربة الجهاديين والمتمردين. في عام 2016، دمر الجيش السوري توس-1 بصاروخ كورنيت من قوات معارضة سورية غير معروفة.
زودت إيران صواريخ كورنيت الحاصلة على رخصتها، تحت اسمها دحلفية، إلى جهة عراقية واحدة على الأقل من غير الدول. بالإضافة إلى ذلك، استخدمت صواريخ كورنيت على نطاق واسع في الحرب الأهلية العراقية من قبل الحكومة العراقية ووحدات الحشد الشعبي.
في يناير 2017، ذكرت صحيفة دي فيلت الألمانية أن مقاتلي داعش استخدموا كورنيت لتدمير ست دبابات ليوبارد 2 يستخدمها الجيش التركي في سوريا. حيث أظهر مقطع فيديو دعائي لداعش نُشر في مارس 2017 مقاتلي داعش وهم يستولون على صاروخي كورنيت أثناء نقلهما في سوريا، مما يدل على سنة التصنيع لعام 2016.
في 1 أيلول / سبتمبر 2019 استخدمت قوات حزب الله صاروخ كورنيت لإطلاق النار على مراكز عسكرية إسرائيلية انتقاما لتفجير مكتب إعلامي لحزب الله قبل ذلك بأسبوع. وردت إسرائيل بقصف مدفعي على قرى لبنانية قريبة من الحدود، وتحديداً عيترون ومارون الراس، مما أشعل النار في عدد من حقول المحاصيل المدنية.

## صورايخ مشابهة
- سكيف أت ج م (Skif (ATGM أوكرانيا

## الاصدارات
| [ 59 ]                     | 9M133-1 (Kornet/Kornet-E)                                                 | 9M133M-2 (Kornet-M/Kornet-EM)                                             | 9M133F-1 (Kornet/Kornet-E)                   | 9M133F-2 (Kornet-M/Kornet-EM)                | 9M133F-3 (Kornet-M/Kornet-EM)                |
| -------------------------- | ------------------------------------------------------------------------- | ------------------------------------------------------------------------- | -------------------------------------------- | -------------------------------------------- | -------------------------------------------- |
| القطر                      | 160 مم لجسم الصاروخ / 460 مم عبر فرد الاجنحة                              | 160 مم لجسم الصاروخ / 460 مم عبر فرد الاجنحة                              | 160 مم لجسم الصاروخ / 460 مم عبر فرد الاجنحة | 160 مم لجسم الصاروخ / 460 مم عبر فرد الاجنحة | 160 مم لجسم الصاروخ / 460 مم عبر فرد الاجنحة |
| الطول                      | 1.1م للصاروخ / 1.21م بالحاوية                                             | 1.1م للصاروخ / 1.21م بالحاوية                                             | 1.1م للصاروخ / 1.21م بالحاوية                | 1.1م للصاروخ / 1.21م بالحاوية                | 1.1م للصاروخ / 1.21م بالحاوية                |
| الوزن (بما في ذلك الحاوية) | 29 كجم (64 رطلا)                                                          | 31 كجم (68 رطلا)                                                          | 29 كجم (64 رطلا)                             | 31 كجم (68 رطلا)                             | 33 كجم (73 رطلا)                             |
| السرعة                     | >250 متر في الثانية                                                       | 300 متر في الثانية                                                        | >250 متر في الثانية                          | 300 متر في الثانية                           | 320 متر في الثانية                           |
| المدى (نهارا)              | من 100 إلى 500 متر                                                        | من 150 إلى 8000 متر                                                       | من 100 إلى 5500 متر                          | من 150 إلى 8000 متر                          | من 150 إلى 10000 متر                         |
| الرأس الحربي               | 152 مم حراري ترادفي 1000-1200 مم أختراق RHA بعد ERA 3-3.5 متر من الخرسانة | 152 مم حراري ترادفي 1100-1300 مم أختراق RHA بعد ERA 3-3.5 متر من الخرسانة | 10 كجم (22 رطلا) مكافئ تي تي إن تي           | 10 كجم (22 رطلا) مكافئ تي تي إن تي           | تجزئة الإنفجار 7 كجم (15 رطلا)               |

## مستخدمون

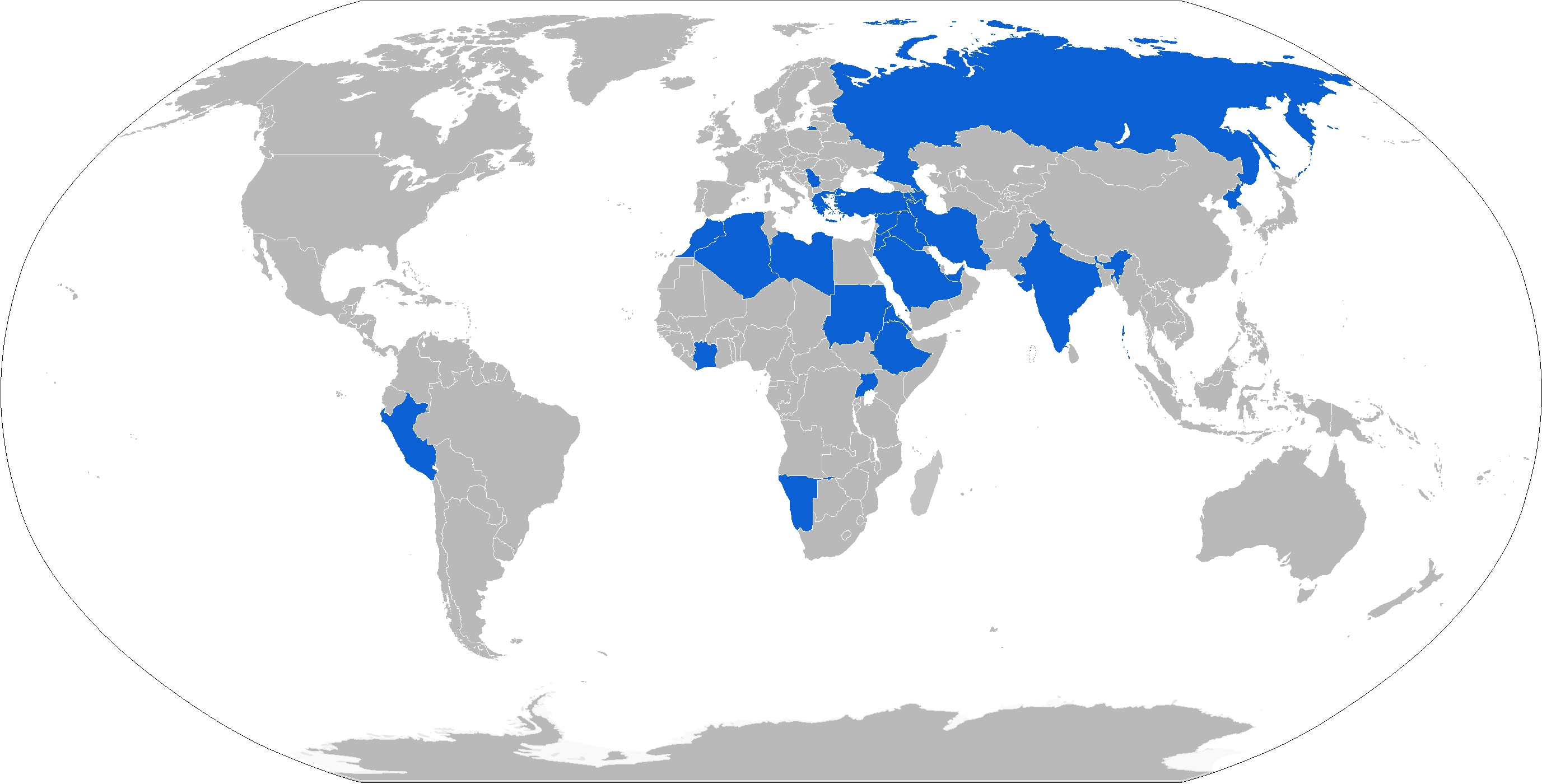
صورة توضح الدول المشغلة لصاروخ كورنيت باللون الأزرق

- الجزائر: 3000 الاف صاروخ في سنة 2006[60][61]
- أذربيجان:[62]
- البحرين: تملك كورنيت [63]
- بنغلاديش: 1250 صاروخ، وتم اعطاء146 صاروخ كورنيت في سنة 2013.[64]
- إرتريا:80 صاروخ كورنيت حصلت عليه عام 2005.[61]
- حركة المقاومة الإسلامية (حماس) في معركة العصف المأكول 2014، وقبلها في حجارة السجيل.[65][66]
- اليونان: 196 صاروخ مع 1,100 صاروخ جديد دخل الخدمة في 2008.[67]
- حزب الله: استخدم في حرب لبنان 2006 وفي عملية حزب الله في مزارع شبعا 2015.[68][69][70][71]
- الهند:3,000 صاروخ ثم سلم 250 صاروخ في سنة 2003 و2006.[61]
- إيران: يصنع محليآ أو يسمى في إيران بأسم دهلاوية.[72][73][74]
- العراق: في سبتمبر 2014, العراق استخدم صاروخ كورنيت من اجل صد عجلات داعش المدرعة.[75]
- الأردن:200 صاروخ مع 2,000 صاروخ اخر.[76] يتم إنتاجها محليًا بموجب ترخيص صواريخ Kornet-E[77]
- المغرب:80 صاروخ كورنيت تم اعطاءه عام 2000.[61][78]
- سوريا: 100 صاروخ كورنيت مع 1,000 صاروخ اخر في عام 2013,[79] مع 1,500 صاروخ كورنيت قديم أخر في 2002 و2006.
- ليبيا: استخدم في الحرب الأهلية الليبية من قبل قوات معمر القذافي.[80]
- بيرو:288 صاروخ[81]
- كوريا الشمالية
- روسيا: 750 صاروخ [82]
- تركيا: 80 صاروخ مع 800 قاذف[83]
- أوغندا:1,000 صاروخ [61]
- السعودية: تصنع محليا بترخيص في الشركة السعودية للصناعات العسكرية

## صور

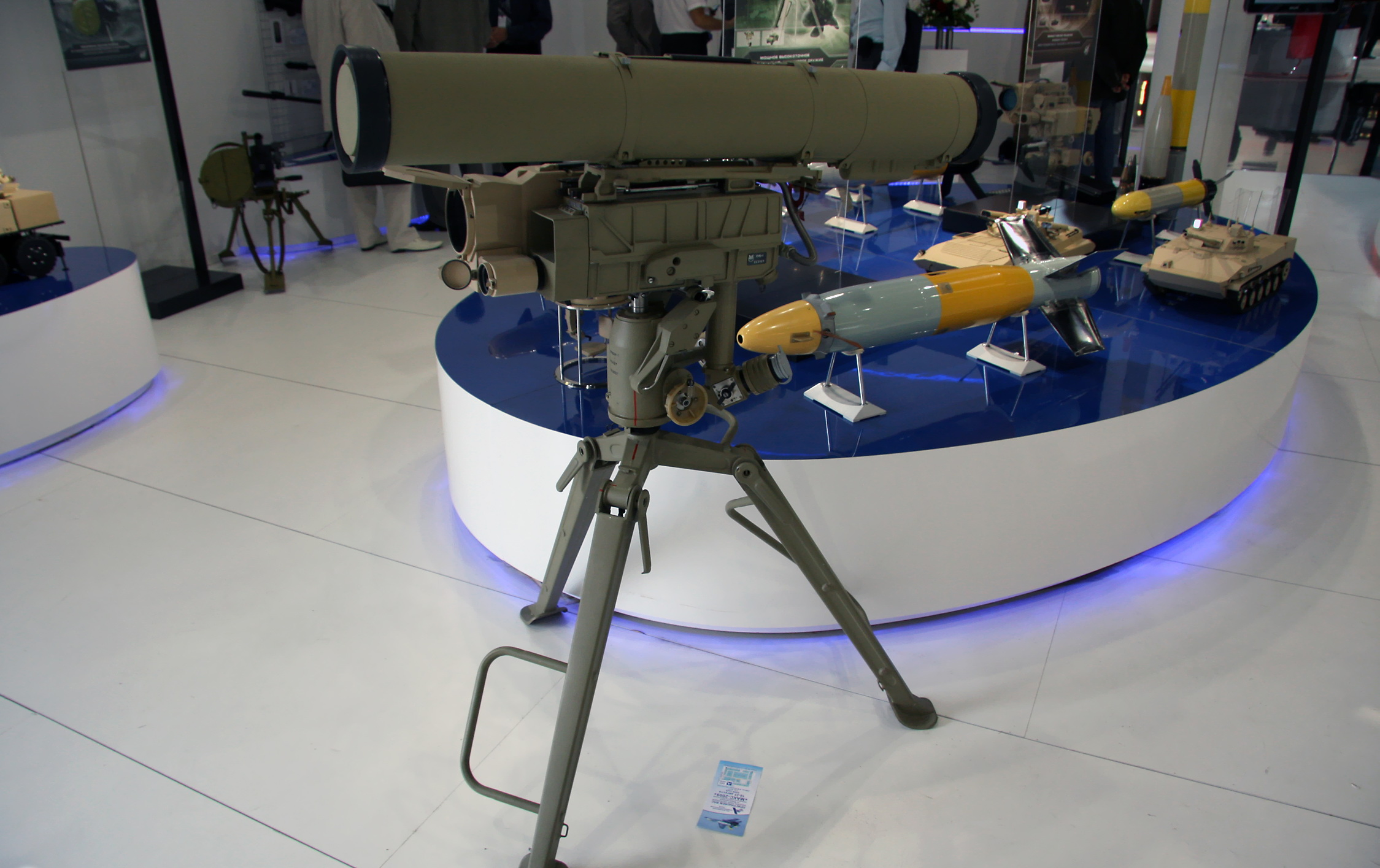
منظومة كورنت ، 2009
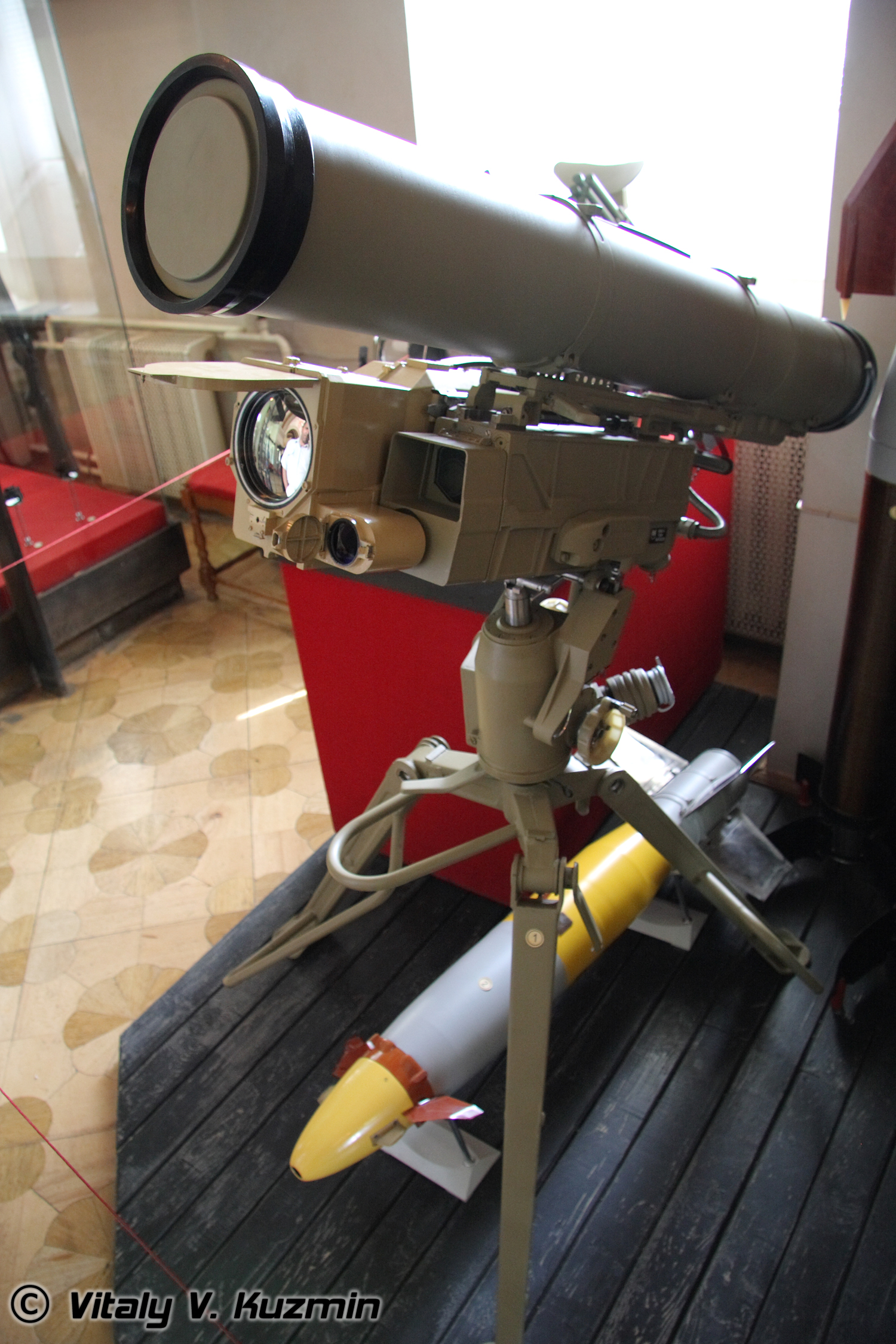
كورنت ، 2008
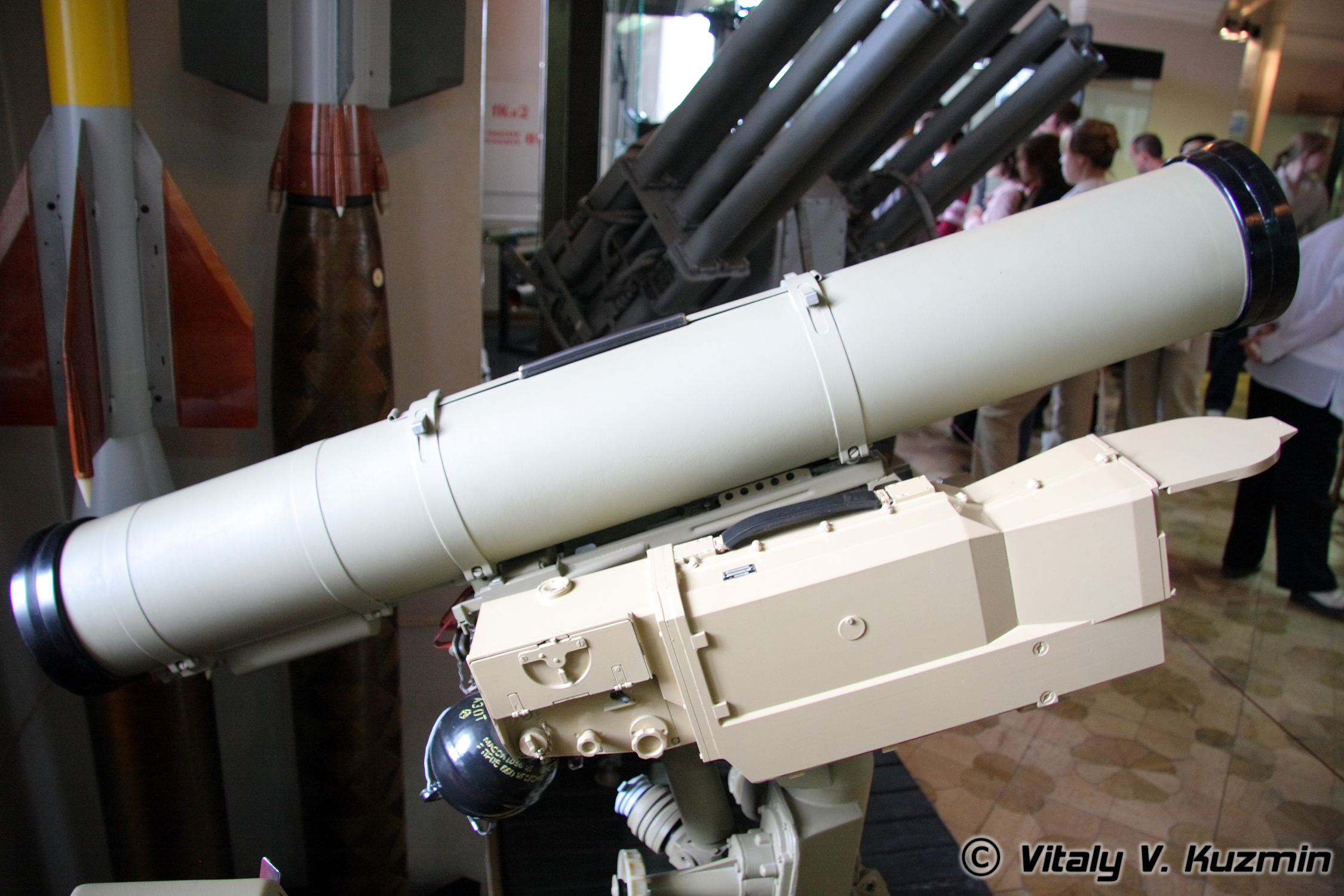
من متحف الاسلحة ، AT-14 Kornet-E، 2008
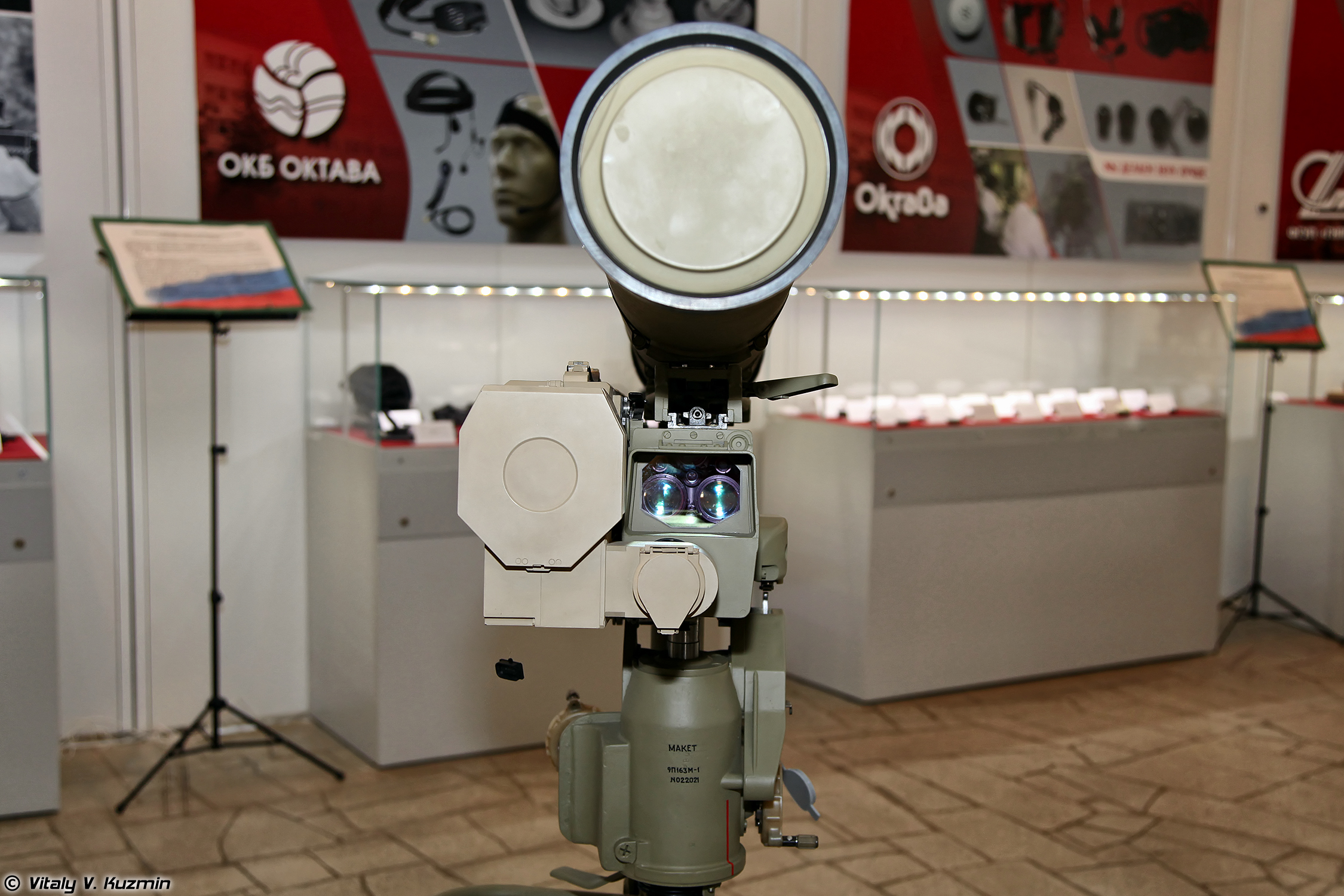
Kornet-E ATGM